# 荒川沖駅

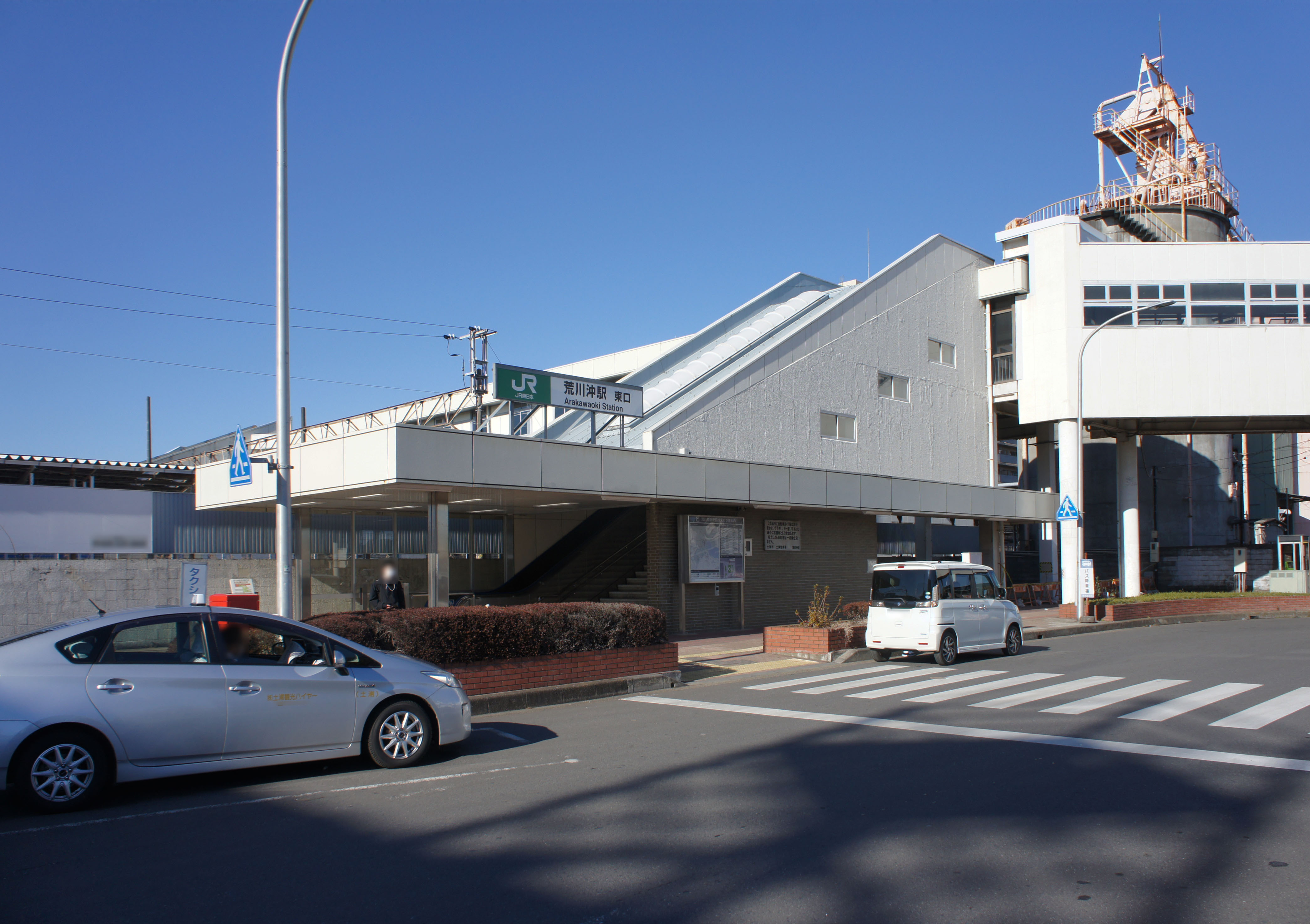
東口（2022年1月）

荒川沖駅（あらかわおきえき）は、茨城県土浦市荒川沖東2丁目にある東日本旅客鉄道（JR東日本）・日本貨物鉄道（JR貨物）常磐線の駅である。事務管コードは▲421104。

## 概要
当駅は土浦市の南部に位置し、同市荒川沖地区の中心市街地、隣町の阿見町中心市街地と陸上自衛隊霞ヶ浦駐屯地の最寄駅である。2005年8月につくばエクスプレス線が開業するまでは、南隣駅のひたち野うしく駅とともにつくば市中心市街地の最寄り駅であった。

## 歴史
- 1896年（明治29年）12月25日：日本鉄道の駅として開業、旅客・貨物営業を開始[2]。
- 1906年（明治39年）11月1日：日本鉄道が国有化され、官設鉄道の所属となる[2]。
- 1909年（明治42年）10月12日：線路名称制定により常磐線の所属となる。
- 1949年（昭和24年）6月1日：日本国有鉄道が発足。
- 1978年（昭和53年）
  - 2月15日：橋上駅舎落成。水戸鉄道管理局内で初の橋上駅となる。
  - 11月1日：荷物の取り扱いを廃止[2]。
- 1986年（昭和61年）11月1日：車扱貨物の取り扱い範囲を専用線発着のみに限定[2]。
- 1987年（昭和62年）4月1日：国鉄分割民営化に伴い、東日本旅客鉄道（JR東日本）・日本貨物鉄道（JR貨物）の駅となる[2]。
- 1995年（平成7年）2月18日：自動改札機を設置し、供用開始[6]。
- 2001年（平成13年）11月18日：ICカード「Suica」の利用が可能となる。
- 2006年（平成18年）3月18日：貨物列車の設定を廃止。
- 2008年（平成20年）3月23日：構内で土浦連続殺傷事件が発生。
- 2009年（平成21年）8月1日：発車メロディを変更。
- 2018年（平成30年）4月10日：業務委託化。
- 2022年（令和4年）3月12日：ダイヤ改正により、ひたち野うしく駅と同様に特急列車の停車本数を終日、下りは3本、上りは2本に変更。

## 駅構造
相対式ホーム2面2線を有する地上駅である。ホームに接する上下本線のほか、その間に中線があり、貨物列車の待避や土浦駅発着の列車の折り返しなどに使われる。以前は上り線が島式ホーム1面2線で3番線があり、特急列車などの待避に使われていた。橋上駅舎で、JR東日本水戸支社管内の駅では初めての橋上化されたものである。
JR東日本ステーションサービスが駅業務を受託する業務委託駅（土浦駅管理）であり、みどりの窓口や自動改札機、指定席券売機、Suica対応自動券売機・自動精算機が設置されている。改札口やホームにLED式の発車標が設置されている。

### 駅構内
バリアフリー対応のため、2005年（平成17年）頃にコンコースから西口駅前広場やホームとを連絡するエスカレーターとエレベーターが設置された。東口駅前広場と連絡するエレベーターは駅と直結していた「さんぱる」（2015年1月閉店・2017年6月解体、現在跡地は「DO Football Park 荒川沖」）の入口前に2002年（平成14年）頃に設置されている。
コンコースには、コンビニエンスストア型売店「NEWDAYS ミニ荒川沖1号」が設置されている。

### のりば
| 番線 | 路線             | 方向 | 行先                 |
| ---- | ---------------- | ---- | -------------------- |
| 1    | ■ 常磐線         | 下り | 土浦・水戸方面       |
| 2    | ■ 常磐線         | 上り | 我孫子・上野方面     |
| 2    | ■ 上野東京ライン | 上り | 上野・東京・品川方面 |

（出典：JR東日本:駅構内図）

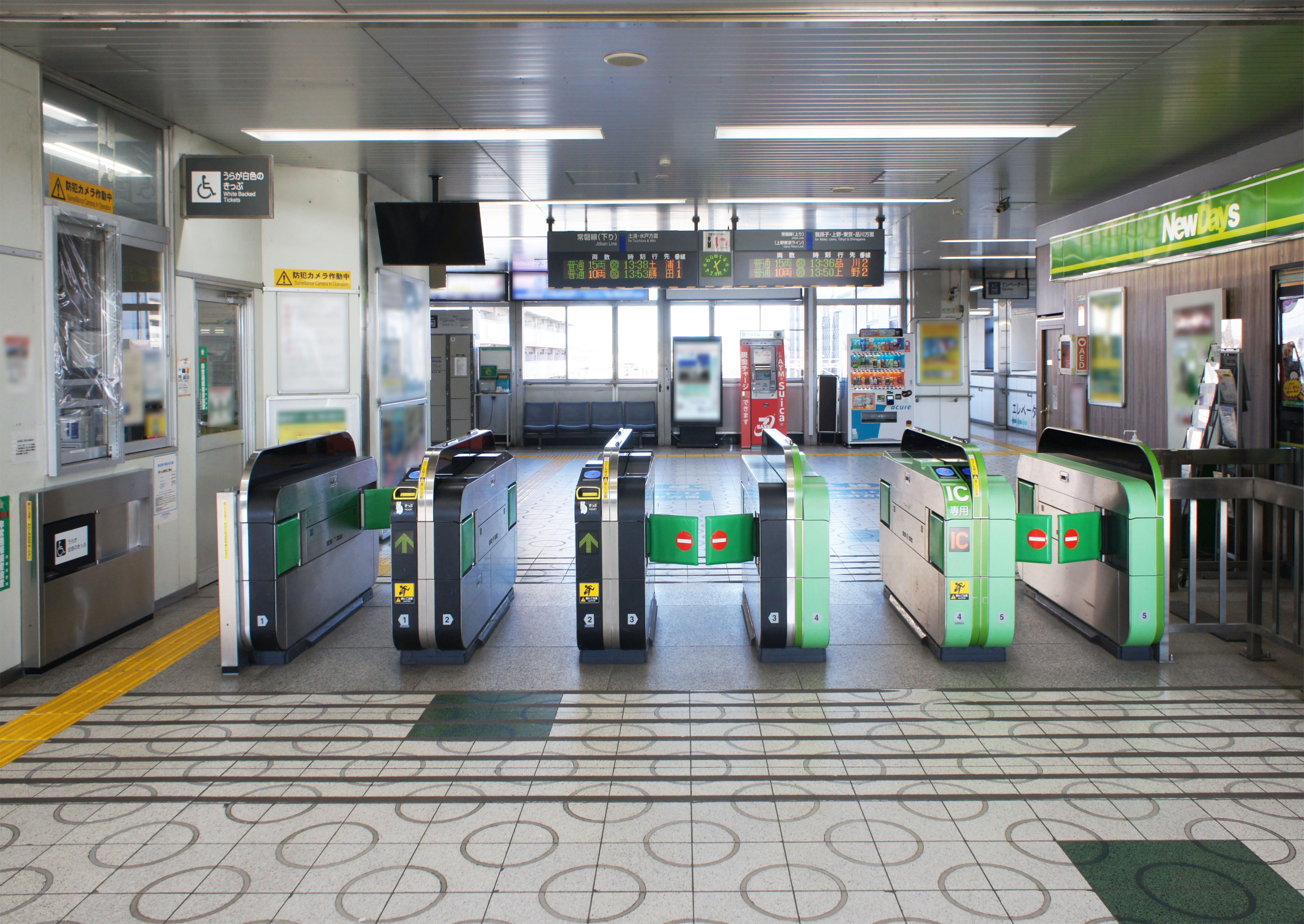
改札口（2022年1月）
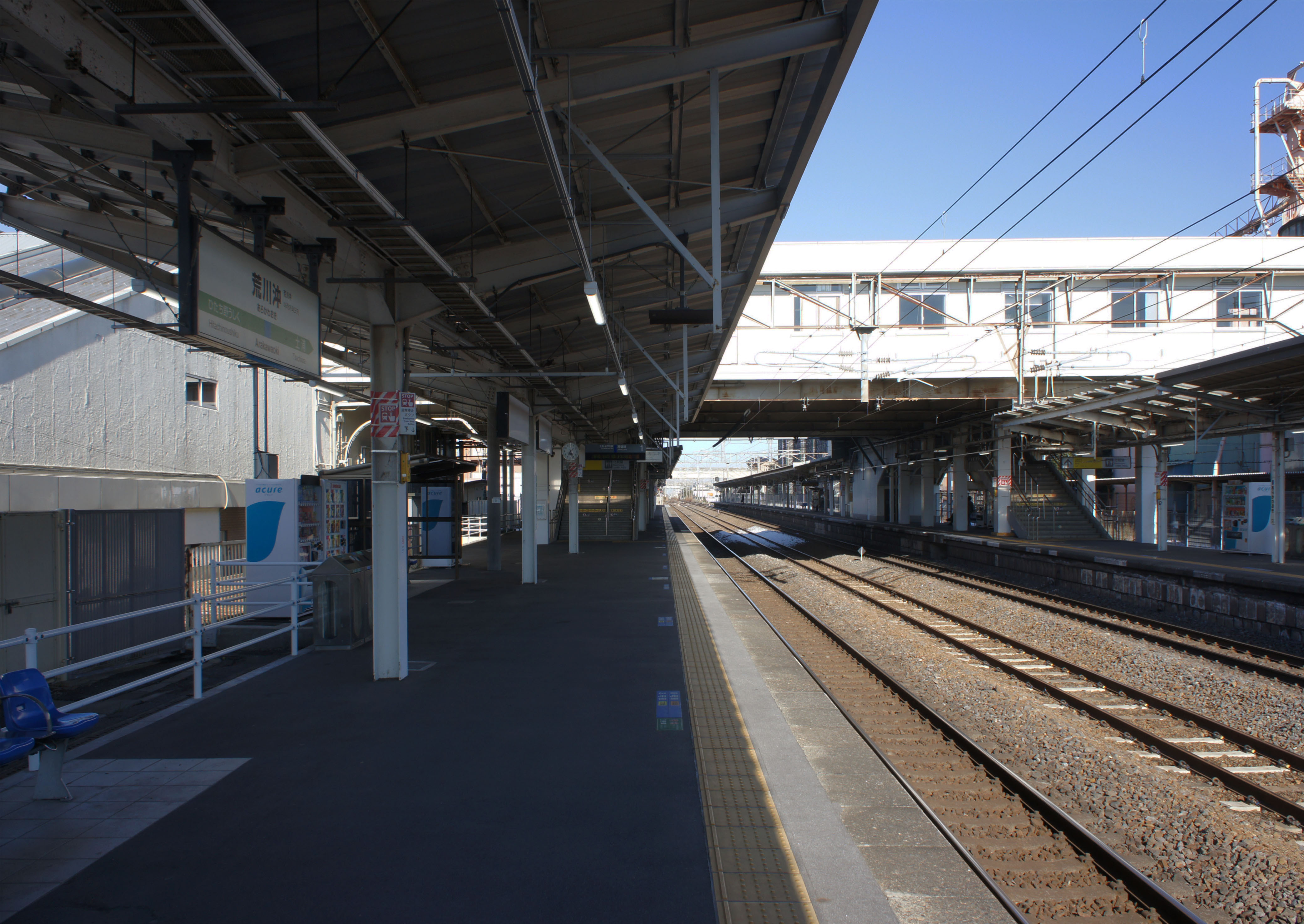
ホーム（2022年1月）
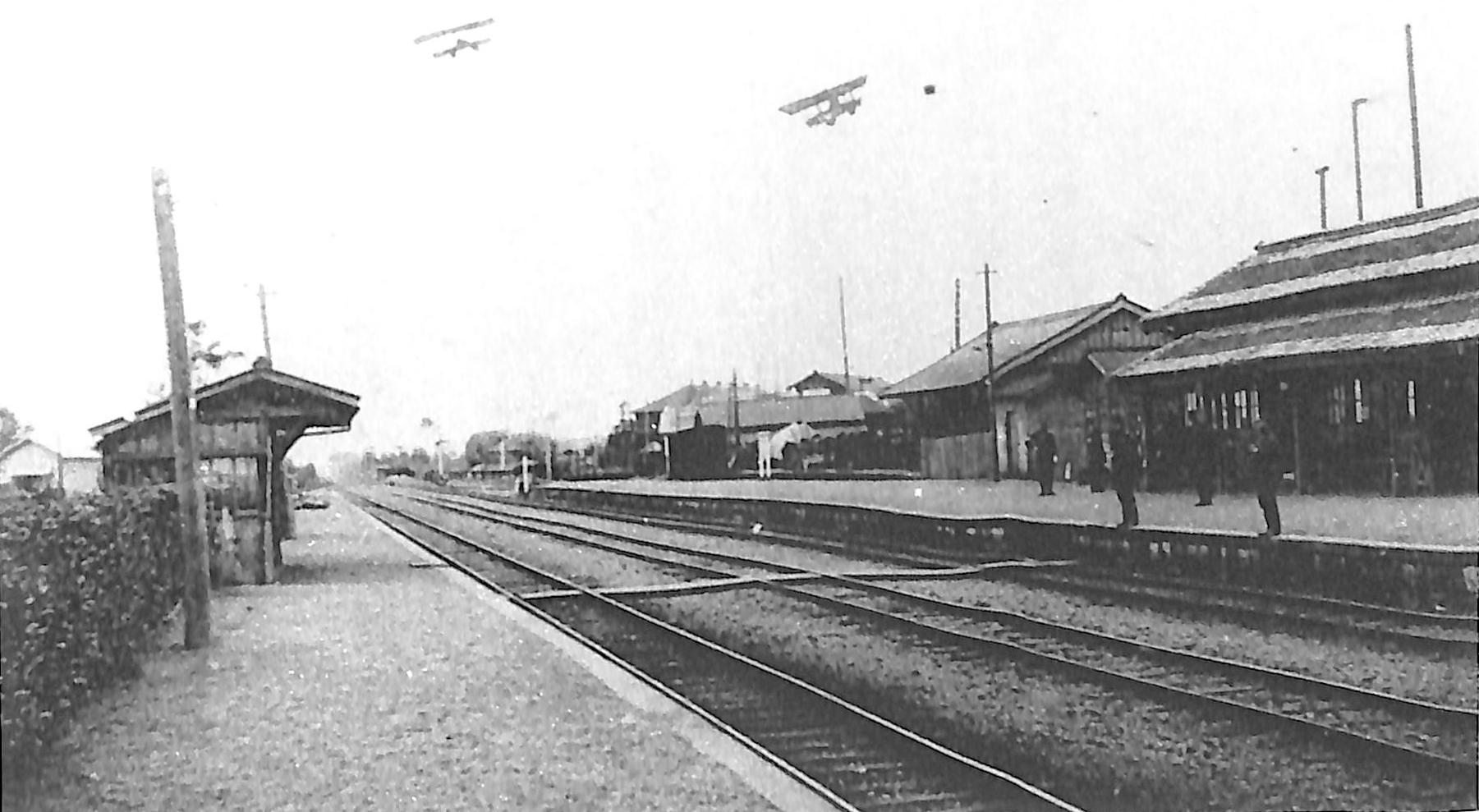
ホーム（1926年頃）

### 発車メロディ
2009年（平成21年）8月1日より、土浦駅・神立駅と同じ組み合わせで、1番線は『きらきら星変奏曲』、2番線は土浦市のイメージソング『風の贈り物』にそれぞれ変更された。

## 貨物取扱

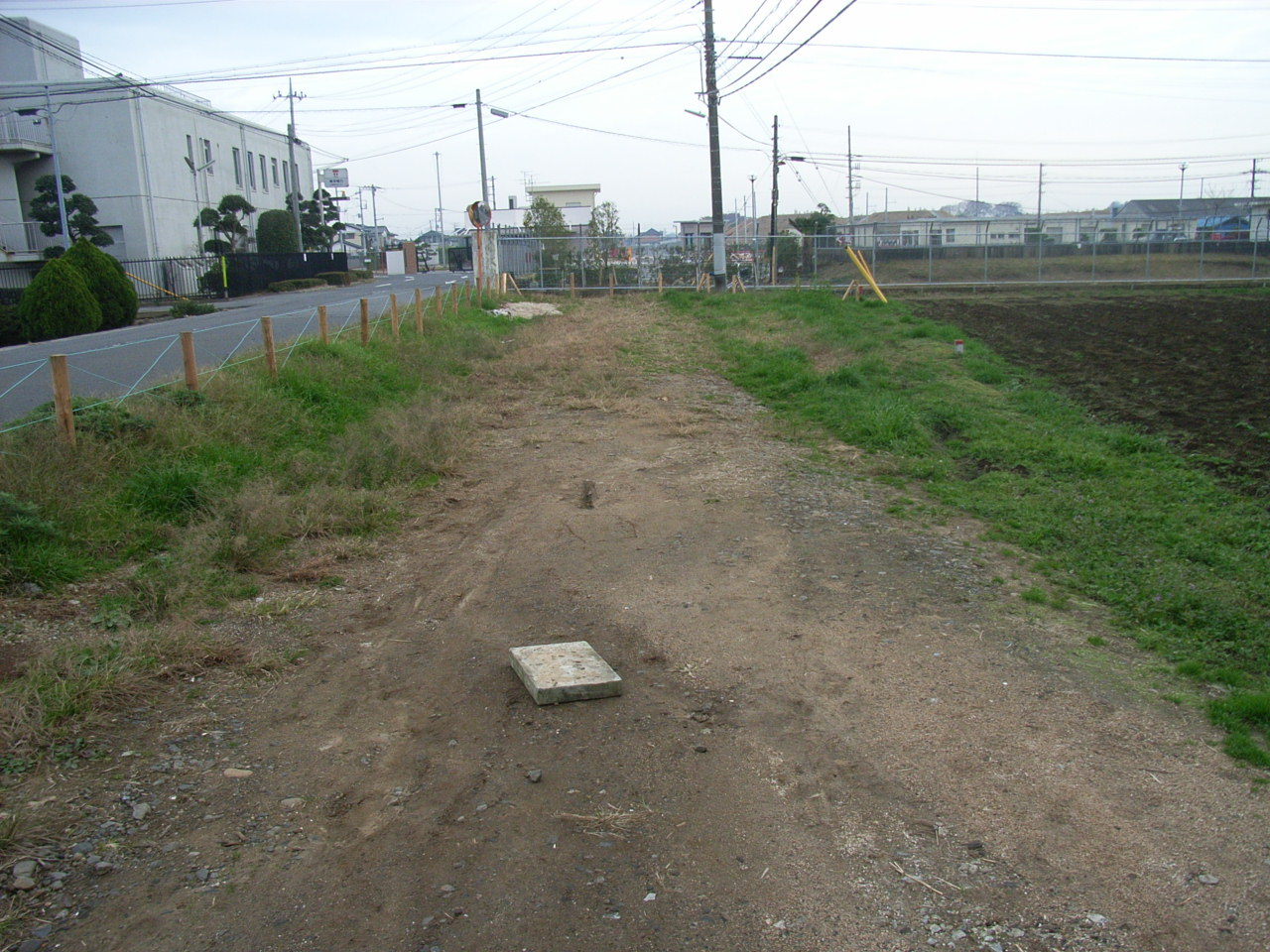
霞ヶ浦駐屯地と同じく朝日分屯地まで続いていた専用線の跡

JR貨物荒川沖駅は、2008年（平成20年）3月時点、臨時車扱貨物のみを取り扱っており、定期貨物列車の設定はない。
2006年（平成18年）までは駅前にある日立セメント荒川沖サービスステーションのセメント荷役設備とそれにつながる専用線があり、当駅にはセメント（日立駅発送）の到着があった。また、1985年（昭和60年）頃までは駅東方にある陸上自衛隊霞ヶ浦駐屯地に向かう専用線も存在していた。

## 利用状況
JR東日本によると、2023年度（令和5年度）の1日平均乗車人員は7,062人である。
2000年度（平成12年度）以降の推移は以下のとおりである。
| 乗車人員推移       | 乗車人員推移     | 乗車人員推移    |
| 年度               | 1日平均 乗車人員 | 出典            |
| ------------------ | ---------------- | --------------- |
| 2000年（平成12年） | 12,303           | [ 利用客数 2 ]  |
| 2001年（平成13年） | 11,924           | [ 利用客数 3 ]  |
| 2002年（平成14年） | 11,383           | [ 利用客数 4 ]  |
| 2003年（平成15年） | 11,084           | [ 利用客数 5 ]  |
| 2004年（平成16年） | 11,008           | [ 利用客数 6 ]  |
| 2005年（平成17年） | 10,198           | [ 利用客数 7 ]  |
| 2006年（平成18年） | 9,512            | [ 利用客数 8 ]  |
| 2007年（平成19年） | 9,467            | [ 利用客数 9 ]  |
| 2008年（平成20年） | 9,296            | [ 利用客数 10 ] |
| 2009年（平成21年） | 9,016            | [ 利用客数 11 ] |
| 2010年（平成22年） | 8,674            | [ 利用客数 12 ] |
| 2011年（平成23年） | 8,445            | [ 利用客数 13 ] |
| 2012年（平成24年） | 8,451            | [ 利用客数 14 ] |
| 2013年（平成25年） | 8,391            | [ 利用客数 15 ] |
| 2014年（平成26年） | 8,084            | [ 利用客数 16 ] |
| 2015年（平成27年） | 8,184            | [ 利用客数 17 ] |
| 2016年（平成28年） | 8,163            | [ 利用客数 18 ] |
| 2017年（平成29年） | 8,230            | [ 利用客数 19 ] |
| 2018年（平成30年） | 8,301            | [ 利用客数 20 ] |
| 2019年（令和元年） | 8,158            | [ 利用客数 21 ] |
| 2020年（令和02年） | 5,516            | [ 利用客数 22 ] |
| 2021年（令和03年） | 5,814            | [ 利用客数 23 ] |
| 2022年（令和04年） | 6,542            | [ 利用客数 24 ] |
| 2023年（令和05年） | 7,062            | [ 利用客数 1 ]  |

所在は土浦市であるが、稲敷郡阿見町との境界線も近く、同町の事実上の玄関口の一つでもあり、同町方面への路線バスも発着する。また、2005年に首都圏新都市鉄道つくばエクスプレスが開通するまではひたち野うしく駅とともにつくば市域への主要なアクセス駅の一つであった。つくばエクスプレス開業後は利用者が減少しているものの駅勢圏の割合が広く、土浦市南部一帯・つくば市・阿見町のほか、自家用車などにより美浦村や稲敷市まで東西に広がる。一方で南北には隣駅があるため駅勢圏の広がりは小さい。
茨城大学阿見キャンパス、茨城県立医療大学、茨城県立並木中等教育学校、常総学院中学校・高等学校、茗溪学園中学校・高等学校などの学校や産業技術総合研究所など筑波研究学園都市の研究所、さらに「あみプレミアム・アウトレット」「イオンモールつくば」へのバスによるアクセス駅でもあり、通勤・通学・利用客も多い。

## 駅周辺
西側は旧水戸街道荒川沖宿の市街地に隣接する。駅周辺は古くから宅地化されているが、東側方面を進むと徒歩10分ほどで郊外的風景が広がる。戦前には東口近辺に荒川沖競馬場があり、賑わっていたが、1938年に軍馬資源保護法が施行されたことで廃止された。西口には岡谷館製糸場の荒川沖工場が操業していたが、跡地は現在宅地・商業地として細分化されている。
駅から少し離れた幹線道路沿いにはロードサイド型店舗が多く立地する。
なお、土浦市街までは離れており、当駅と土浦駅間の営業キロも6.6キロと、常磐線土浦駅以南では最も長い。水戸街道の土浦宿までの間にある中村宿に対応する常磐線の駅は設置されなかった。
「荒れる川の奥」の意味が荒川沖の語源と言われており、荒川とはかつてしばしば氾濫していた近くを流れる乙戸川のことである。

### 西口
旧荒川沖宿、土浦市乙戸・中村・西根、つくば市方面。
- バス・タクシー乗り場
- 土浦市役所 南支所・荒川沖西部地区学習等供用施設
- 土浦市荒川沖消防署
- 土浦市立中村小学校
- 土浦市立第三中学校
- 土浦市役所 三中地区公民館
- 土浦荒川沖郵便局
- ビジネスホテルプラザ荒川沖
- 筑波銀行 荒川沖支店
- ジョイフル本田 荒川沖店
- ゼビオドームつくば
- 朝日国際医療福祉専門学校

### 東口
土浦市荒川沖東、阿見町荒川本郷・うずら野方面。
- バス・タクシー乗り場
- DO Football Park 荒川沖 - かつての「さんぱる」[1]（長崎屋荒川沖店・MEGAドン・キホーテ荒川沖店）跡地[9]
- 日立セメント 荒川沖サービスステーション
- 土浦市立荒川沖小学校
- 土浦市荒川沖東部地区学習等供用施設
- 土浦南郵便局
- 阿見町役場 うずら出張所
- 阿見町本郷ふれあいセンター
- 阿見町立本郷小学校
- 常陽銀行 荒川沖支店・荒川沖東支店
- 筑波銀行 荒川沖東支店
- 水戸信用金庫 荒川沖支店
- 茨城県信用組合 荒川沖支店
- サイゼリヤ荒川沖店
- マクドナルド荒川沖東店
- すき家土浦荒川沖店
- エコス 荒川沖店
- ウエルシア 阿見荒川沖店
- ピアシティ荒川本郷
  - カスミ 荒川本郷店
  - ツルハドラッグ 荒川本郷店
- BOOKOFF SUPER BAZAAR 荒川沖
- 陸上自衛隊関東補給処 朝日燃料支処

## バス路線

### 西口
「荒川沖駅」停留所にて、関東鉄道の路線バスが発着する。
2番のりば
- つちまるバス　霞ヶ浦医療センター行 ※中村南・西根南地区ルート

3番のりば
- 26：建築研究所行 ※平日朝運転
- イオンモールつくば行[10]

4番のりば
- 21A：つくばセンター行
- 22：筑波大学病院行 ※土休日運休

備考
- 1990年代まで、路線バスは手代木団地経由つくばセンター行、大房経由土浦駅行、牛久駅行のみ発着していた。このほかにネオジオワールド（閉店）へのシャトルバスが発着していた。
- 2013年3月31日までは大房経由土浦駅行、2022年3月31日までは筑波大学中央行きも発着していた。

### 東口
「荒川沖駅東口」停留所にて、関東鉄道の路線バスが発着する。
1番のりば
- 県立医療大学行
- 土浦駅行

2番のりば
- あみプレミアム・アウトレット行
- つちまるバス　霞ヶ浦医療センター行 ※右籾地区ルート

備考
- かつてはつくばセンター・筑波大学中央行きのバスは東口発であったが、2003年3月に西口発に変更されている。
- 2011年3月までは江戸崎車庫行、2013年3月31日までは摩利山循環、2018年3月までは稲敷エリア広域バス 江戸崎・阿見ルートも発着していた。
- 2022年7月15日まで、あみプレミアム・アウトレット行は関東鉄道とジェイアールバス関東が共同運行する直行便であったが、同日付でジェイアールバス関東は撤退した。

## 隣の駅
東日本旅客鉄道（JR東日本）
■常磐線
- 特急「ときわ」一部停車駅

■特別快速・■普通
ひたち野うしく駅 - 荒川沖駅 - 土浦駅

### 記事本文